# Flusso ottico
Il flusso ottico (optical flow) è una modalità di percezione visiva del movimento degli oggetti in relazione al soggetto, che deve venire elaborata a livello corticale comparando diversi parametri come la velocità, l'intensità di luce, la posizione del corpo, della testa, dei movimenti oculari.
È stato descritto da James Gibson nel 1950.
Si usa ad esempio nella valutazione di traiettorie di oggetti come palle e nella guida di veicoli per evitare ostacoli.
Trova varie applicazioni pratiche, ad esempio nella progettazione delle strisce spartitraffico della segnaletica stradale e nella robotica.
È stato studiato anche nelle api.
Un esempio del suo effetto è il vedere attraverso il finestrino il paesaggio muoversi ancora durante la fermata del treno.

## In rappresentazioni digitali
Optical flow (in italiano: flusso ottico) è un concetto che considera il moto di un oggetto all'interno di una rappresentazione visuale digitale.
Tipicamente il moto è rappresentato come un vettore che si origina da (o termina su) un pixel ad esempio in una sequenza di frame. Lo scopo dell'optical flow è quello di assegnare ad ogni pixel appartenente al frame corrente un motion vector che punta verso la posizione dello stesso pixel in un frame di riferimento successivo.
Optical flow è molto utilizzata nella visione artificiale, pattern recognition ed altre applicazioni del processamento delle immagini. Il concetto di optical flow è strettamente legato alla motion estimation e motion compensation.
Tipicamente la tecnologia optical flow viene utilizzata per descrivere un campo di moto denso con vettori di moto su ogni pixel, al contrario della motion estimation o compensation che utilizza un motion vector per ogni blocco di pixel, come in compressione video quale MPEG.